# 恐龙葛蒂
《恐龙葛蒂》（英語：Gertie the Dinosaur）是一部於1914年上映的动画短片，為最早关于恐龙的动画片段，由美国漫画家与动画师温瑟·麦凯制作。麦凯最初在他的歌舞杂耍表演现场用这部电影与观众互动；片中像孩子般的、活泼的葛蒂在主人的指挥下表演动作。后来，麦凯的雇主威廉·赫斯特减少了麦凯的杂耍表演，因此麦凯在原片基础上增加了真人表演部分作为院线上映版。1921年，麦凯想制作续集《巡演的葛蒂》（Gertie on Tour），但在做了约一分钟长的片段后放弃。
尽管本片经常被大众认为是史上最早的动画电影，但麦凯在之前已经制作过《小尼莫》（1911年）和《蚊子是怎么生活的》（1912年）。美国的J·斯图尔特·布莱克顿和法国的埃米里·科尔甚至在更早的时候已经试验了动画制作，但片中塑造的葛蒂这一有魅力的角色使本片在之前的“把戏电影”中脱颖而出。《恐龙葛蒂》是第一部运用關鍵格、上色参照标志、描图纸、妙透镜、动画循环等动画技术的电影。它影响了许多下一代的动画师，如弗莱舍兄弟、奥图·梅思默、保罗·特里和華特·迪士尼。该片上映后一两年出现了盗版，约翰·布雷试图为麦凯的很多动画技术申请专利，但失败了。麦凯的一些影片已经遗失或仅存片段，《恐龙葛蒂》是他的电影中保存得最完好的，已被保存在美国國家影片登記部。

## 背景

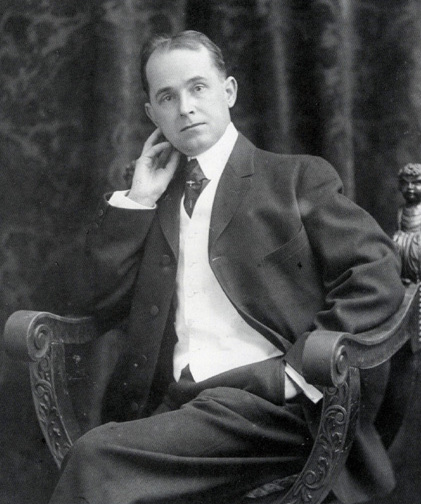
温瑟·麦凯是一位连环漫画和动画片的先驱者（摄于1906年）。

当温瑟·麦凯（约1867–71年– 1934年）开始创作报纸连环漫画如《罗彼特·芬德的梦》（1904-11年）和《小尼莫》（1905-14年）时，已经是一名多产的商业漫画家。1906年，麦凯开始歌舞杂耍表演，表演粉笔独角戏——在观众面前现场绘画。
麦凯受儿子的手翻書启发，他“看到了（把他的漫画）制作成动画的可能”。他声称自己“是世界上第一个制作动画片的人”，虽然在他之前还有J·斯图尔特·布莱克顿和埃米里·科尔。麦凯的第一部电影于1911年在影院上映，用了漫画《小尼莫》里的角色；很快他把影片和歌舞杂耍表演结合在一起。1912年，他接着制作了影片《蚊子是怎么生活的》，描绘了一只巨大的、设计自然的蚊子吸了一个睡着男人的血。麦凯赋予了蚊子个性，并用幽默平衡了这个情景的恐怖感。他的动画如此逼真生动以至于有评论认为他一定是按照片描摹了角色，或者得益于用了金属丝的把戏；为了证明自己并没有像评论所说的那样做，麦凯为他下一步电影选择了一个无法被照相的角色。
1912年，麦凯和美國歷史學會商谈后，宣布了“展现曾占据地球的大怪物”的计划。他谈及这个动画制作能使“严肃的以及教育方面的工作”成为可能。麦凯之前曾在他的连环漫画中引入过恐龙，例如在《淘气鬼拉瑞比特的梦》于1905年3月4日的一集中，一只迷惑龍骨架参与了赛马，以及在同部作品1913年5月25日的一集中，一位猎人试图射击一条恐龙但未能成功。后者的背景设计与后来出现在《恐龙葛蒂》中的背景非常相似。在1913年9月21日《小尼莫》（当时已改名为）的一集《在上古人的大陆》（In the Land of Antediluvians）中，尼莫遇到了一头名为贝茜（Bessie）的恐龙，她和葛蒂有相同的设计。
麦凯在确定用“葛蒂”前考虑了几个其他名字，他在制作笔记本中用了“恐龙杰西”（Jessie the Dinosaurus）。迪士尼动画师保罗·萨特菲尔德（Paul Satterfield）回忆他在1915年听到麦凯说他选择“葛蒂”的原因：
他听见几个“甜哥儿”[同性恋男子]在厅里说话，其中一个用一种很甜美的声音说：“噢，伯蒂，等一等！”他觉得这是个好名字，但想要一个女性名，于是把它命名为“葛蒂”。
 — 1977年，保罗·萨特菲尔德接受米尔特·格雷（Milt Gray）的采访时所述。

## 内容
《恐龙葛蒂》是史上最早的一部以恐龙为主角的动画片。葛蒂像一头训练有素的大象那样表演把戏。她的动画风格自然，能有节奏地呼吸，移动时重心也移动，喝水时腹部起伏，这些在当时是前所未有的。麦凯赋予了她性格——在友善的同时，她也可以是任性的，不理睬或反抗主人的指令。

### 剧情梗概
当主人麦凯呼唤她时，像孩子般活泼的葛蒂从山洞里出来。挥着鞭子的主人让她表演把戏，如抬起左右脚，或向观众鞠躬。当她觉得自己被逼得太急时，便反抗主人。主人骂她后，她流下了眼泪，随后他给她吃了一个南瓜以示安抚。在整个过程中，史前动物们，如一只飞过的蜥蜴，不断使葛蒂分心。当一头猛犸象向她喷水戏弄她，葛蒂把它扔进湖中，又向它扔石块。之后她从湖中饮水止渴，最终麦凯站在她身上向观众鞠躬后下场。

## 制作

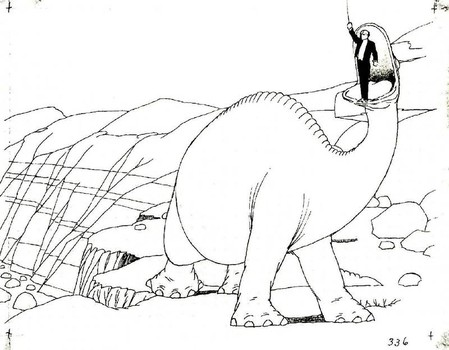
麦凯在图片的四角上运用了参照标志以减轻它们的移动。

《恐龙葛蒂》是麦凯的第一部有详细背景画的动画片。主要制作过程开始于1913年中旬。麦凯利用闲暇时间在61⁄2乘81⁄2-英寸（17乘22-）大小的米纸上绘制了几千幅葛蒂的画格。这种纸张是一种良好的媒介，它不吸墨水，并且是透明的，因此是反复描摹背景的理想选择，该繁复工作由艺术家邻居约翰·A·菲茨西蒙斯（John A. Fitzsimmons）负责。这些绘画在纸上占据了6乘8-英寸（15乘20-）大小，在四角上有参照标志，为防止拍摄时图像产生微小移动。它们被固定在大块印制板上拍照。
麦凯对把握精确的时间和运动十分在意；他依照自己的呼吸频率来确定葛蒂的呼吸，并加入了一些小细节，例如地面因葛蒂的巨大体重而微微下陷。麦凯咨询了纽约博物馆的工作人员以确保葛蒂动作的准确性；但工作人员不知道一种已灭绝的动物如何由躺倒的姿态站立起来，所以在葛蒂站起来的场景中，麦凯安排了一只蜥蜴从屏幕上飞过以吸引观众的注意。完成绘画后，在1914年初，照相工作在维塔摄像工作室完成。

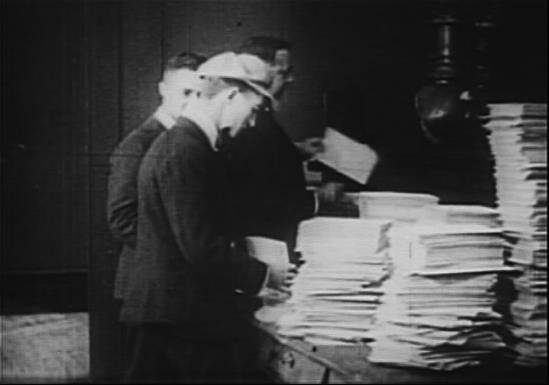
片中真人表演的介绍段落中，展示了为电影绘制的几千张图画。

麦凯开创了關鍵格动画的“麦凯拆分系统”（McCay Split System），其中先绘制角色的主要姿势或位置，然后再绘制中间的画格。这样可以减轻工作的繁复冗长，更好地掌握片中动作的时机。麦凯公开了他发展的技术，拒绝为这个系统申请专利，据说他表示：“任何想要为一百英寸胶片做几千幅绘画的傻瓜欢迎加入俱乐部。”在《恐龙葛蒂》制作期间，麦凯向一个声称要为动画写文章的来访者展示了技术细节。这位来访者是动画师约翰·布雷，他利用麦凯的大意为很多技术包括参照标志、描图纸、妙透镜、用以制造重复动作的动画循环等申请了专利，之后在1914年起诉了麦凯。这起诉讼没有成功，有证据表明麦凯可能反诉了他——他从布雷那里收到了使用这些技术的版税。

## 发行

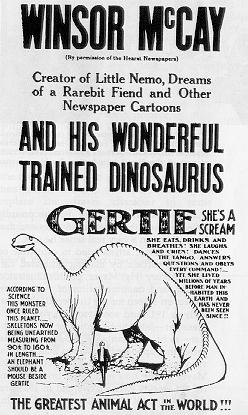
电影宣传广告向观众普及恐龙知识。

《恐龙葛蒂》最初于1914年出现在麦凯的歌舞杂耍表演中。一个加长的版本于年末在影院中上映 。当时，恐龙对大众来说还是新奇的事物。这一点体现在电影的宣传中，它的广告试图教育观众：“根据科学，这种怪兽曾经占据了地球……现在出土的骨架长达90到160英尺。一头大象在葛蒂旁边就像一只老鼠。”

### 歌舞杂耍表演
麦凯原先把该片的一个版本作为他歌舞杂耍表演的一部分。第一次演出是在1914年2月8日，芝加哥的皇宫剧院（Palace Theater）。首先，麦凯随着《蚊子是如何生活的》开始他常规的现场绘画。然后他带着一根鞭子出现在舞台上，讲述动画制作过程。他站在银幕右侧，介绍“唯一圈养的恐龙”。随着电影开始放映，葛蒂从一个山洞中探出头来，麦凯鼓励她向前来。他通过向银幕上扔硬纸板做的苹果来增强戏剧效果，每到此时他会转身背对观众把苹果藏入口袋内，而这时苹果出现在片中被喂给了葛蒂。最后，麦凯走下舞台，然后从下台的那一侧“再次出现”在影片中。片中葛蒂举起麦凯的动画角色，把他放在她背上，在麦凯向观众鞠躬时带他一起离开画面。
该演出很快被搬到了纽约。尽管演出得到了正面评价，但麦凯在《纽约美国人》的雇主报业巨头威廉·赫斯特不满于他的明星漫画家因演出而打断了为报纸社论画插图。在赫斯特的命令下，《纽约美国人》中不再刊登关于麦凯演出的评论文章。不久后，赫斯特拒绝刊登麦凯演出所在地纽约维多利亚剧院（Victoria Theater）的付费广告。3月8日，赫斯特禁止他的雇员在歌舞杂耍剧行业表演。麦凯的合约没有禁止他的歌舞杂耍表演，但赫斯特得以向麦凯与他的经纪人施加压力取消合约，最终麦凯签了一个禁止他在紐約都會區之外表演的新合约。

### 电影院

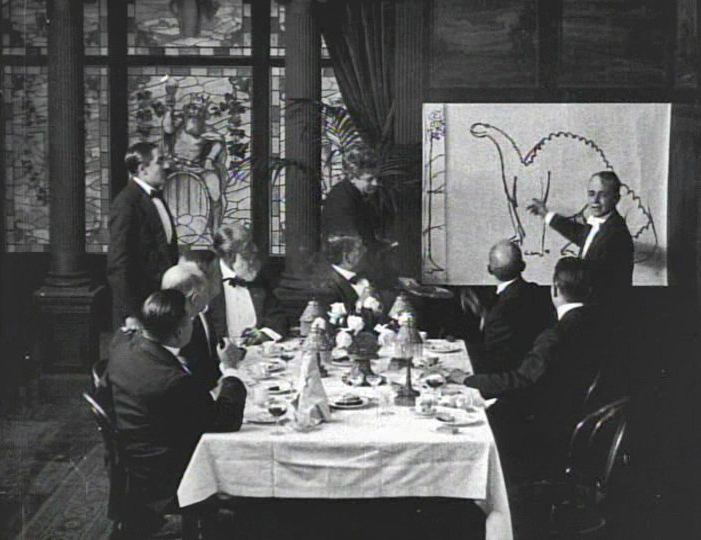
在院线版的影片中，麦凯在真人表演部分为他的同事们画出葛蒂。

1914年11月，制片人威廉·福克斯提出以“现款支付和最高价格”把《恐龙葛蒂》带入电影院。麦凯接受了，并为影片增加了一段真人表演的开场部分和代替他现场台词的字幕。影片成功地在国内传播，于12月到达了西海岸。
真人表演部分由麦凯自己与他的几位朋友主演，其中包括漫画家乔治·麦克马努斯和泰德·多更，作家罗伊·麦克卡德尔和演员汤姆·鲍威尔斯；麦凯的儿子罗伯特友情客串一名摄影室助手。麦凯像他之前在电影《小尼莫》中做的那样，用了一个赌局来推动剧情。
影片开始后，麦凯和朋友们开车经过美國自然史博物館门口时遭遇了爆胎。他们进入博物馆后看到了一具迷惑龍骨架，麦凯以一顿饭为赌注称他能用动画技术让一条恐龙复活。随后影片展现了动画制作过程以及“一万张每张略有不同的图画”，还有一个助手搬运像山似的一大摞纸但最终落得人仰马翻的搞笑场景。最后，这群朋友在餐馆聚到一起观看动画片，动画部分随之开始。

## 《葛蒂》后的麦凯和动画业
麦凯的工作模式十分费力，动画师发展了几种方法来降低工作量，加快制作速度来满足市场对动画电影的需求。《小尼莫》上映后的几年内，加拿大人拉乌·巴里的定位钉与美国人厄尔·赫德的赛璐珞技术的结合几乎成为所有动画工作室采用的标准模式。麦凯在本片之后的下一部作品《卢西塔尼亚号的沉没》（1918年）中使用了赛格路技术。该片是他最充满雄心的电影，用了25,000张绘画和近两年的时间才完成，但它没有取得商业成功。

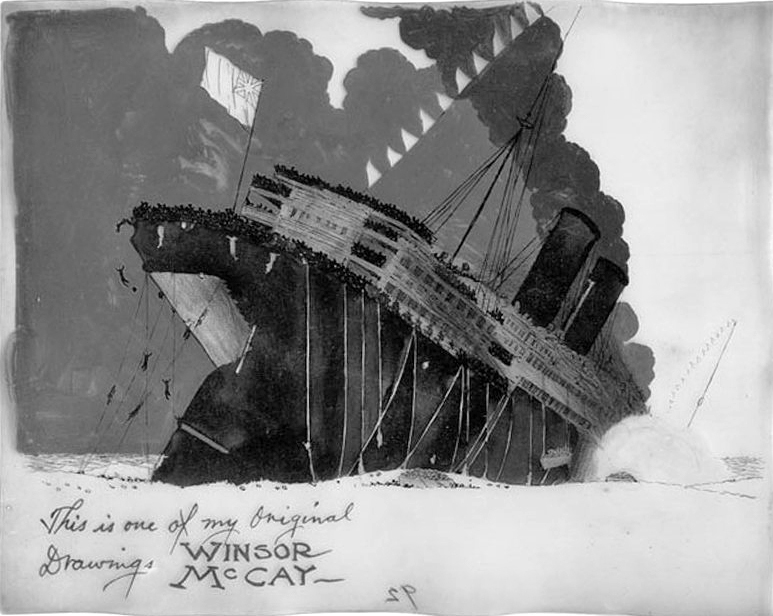
《卢西塔尼亚号的沉没》（1918年）是麦凯的第一部使用赛格路技术的电影。

麦凯之后制作了六部电影，其中三部从未得到商业销售。1921年，当赫斯特发现他在动画上比在报刊插图上投入了更多时间后，麦凯被迫放弃动画制作。他未实现的动画项目包括与《丛林小鬼》（Jungle Imps）作者乔治·彻斯特合作的名为《谷仓院子乐队》（The Barnyard Band）的音乐剧电影，以及一部关于美国在一战中角色的电影。
1927年，麦凯在纽约参加了一次为他致敬的晚宴。在喝了大量酒后，他被动画师马克思·弗莱舍介绍给大家。麦凯随后给了这群动画师一些技术上的建议，但他感觉听众们并没有在注意听，便斥责道：“动画是一门艺术。我是这么看待它的。但依我看，你们各位做的东西，把它变成了一门生意。不是艺术，而是生意。真是倒霉！”那年9月，他在WRKO电台的节目中出场。11月2日，他为《新闻周刊》的“女性时间”栏目接受了弗兰克·克雷文的采访。在这两项活动中，他都抱怨了当代动画的状况。麦凯于1934年7月26日因脑栓塞去世。

## 反响和影响

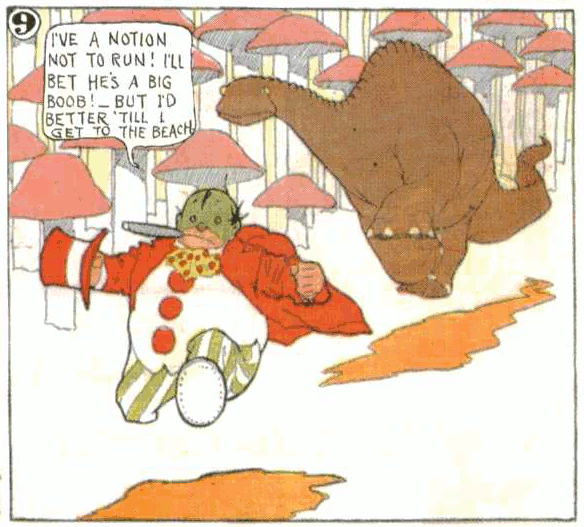
1913年9月21日的《小尼莫》中出现了类似葛蒂的恐龙角色。

观众和影评人都对《恐龙葛蒂》感到满意。它在芝加哥开演后，赢得了当地戏剧评论家艾什顿·斯蒂文斯的赞扬。1914年2月22日，在赫斯特禁止《纽约美国人》提及麦凯的歌舞杂耍表演前，该报的一位专栏作家评论道“从头到尾都很好笑……比他著名的蚊子绘画搞笑多了”。2月28日的《纽约晚报》称之为“动画漫画家历史上最伟大的表演”。埃米里·科尔回欧洲前在纽约观看了麦凯的几部动画片，称赞它们“画得令人钦佩”，尤其是《恐龙葛蒂》。该片在影院上映后，《综艺》杂志写道“笑点贯穿全片”，影片会“一直被评价为异常聪明之作”。
一两年后出现了一个假版本；其中有一条恐龙能表演大部分葛蒂的把戏，但它在动画技术上更粗劣，只用了赛格路的静态背景。尽管该假版本的风格被认为是出自布雷制片工作室，但其作者仍无法被确定。巴斯特·基頓在他1923年自导自演的影片《三个时代》中骑了一条用黏土动画技术制作的恐龙，向本片致敬。
麦凯的前三部电影是史上最早产生商业效益的动画作品；它们的成功促使了电影工作室加入刚起步的动画工业。其他工作室也采用了真人片段加上动画片段的形式，例如弗莱舍兄弟的《墨水瓶外》（1918-29年）和华特·迪士尼的《爱丽丝喜剧》系列（1923-27年）。麦凯单线条、高对比度、现实主义的画风为之后的美国动画定下模式，与欧洲动画中抽象、开放的形态形成区分。这一影响在華特迪士尼動畫工作室出品的故事片中最为明显，如在《幻想曲》（1940年）中也出现了拟人化的恐龙，动画风格自然，着重于时机和重量把握。沙姆斯·卡尔汉尼、弗莱舍兄弟、华特·兰茨、奥图·梅思默、帕特·苏利文、保罗·特里和比尔·泰特拉都是美国一代动画师中看过麦凯在歌舞杂耍表演中的本片并受到影响的。《恐龙葛蒂》有如此高的声望，以至于动画史长久以来都认为它是史上第一部动画片。
1921年左右，麦凯开始制作第二部以葛蒂为主角的动画电影，名为《巡演的葛蒂》（Gertie on Tour）。在影片构想中，葛蒂会在纽约布魯克林大橋上跳跃，试图吃掉首都的華盛頓紀念碑，在大西洋城的海滩上跋涉等等。这部电影仅有概念草图和一分钟长的片段，片段中葛蒂在玩一辆手推车并在其他恐龙前跳舞。
自麦凯去世后，他的原版艺术作品没有得到良好保存。很多作品在1930年代晚期的房屋失火中被摧毁，更多的部分被他的家人在需要钱时廉价出售了。大约有400张电影的原画得以幸存，被动画师罗伯特·布拉泽顿（Robert Brotherton）在欧文·曼德尔森（Irving Mendelsohn)布料店的杂乱中发现，他在1940年代被委托保管麦凯的电影和艺术作品。除了《卢西塔尼亚号的沉没》中的一些单帧，这些《恐龙葛蒂》的原画是麦凯所有动画原本中仅存的。麦凯为了增加储藏空间自己销毁了许多罐胶卷。他没销毁的部分也没能保存下来，因为它们是用会变质并高度易燃的硝化胶片拍摄的。一对年轻的动画师于1947年发现了这些胶片并尽可能地保存它们。很多时候只有一些片段留存下来，这已是幸运的情况了。《恐龙葛蒂》是麦凯所有影片中被保存得最好的。曼德尔森和布拉泽顿试图寻找一家能保存麦凯影像的机构但一直没有结果，直到1967年加拿大的魁北克影片储藏室因当年的蒙特利尔动画电影世博会而找到他们，并从那时起管理麦凯的影像。在幸存的原画中，有15幅没有出现在影片的现存版中。他们似乎是来自同一片段，很可能是在影片末尾时让葛蒂从画面右侧伸出头向观众鞠躬。

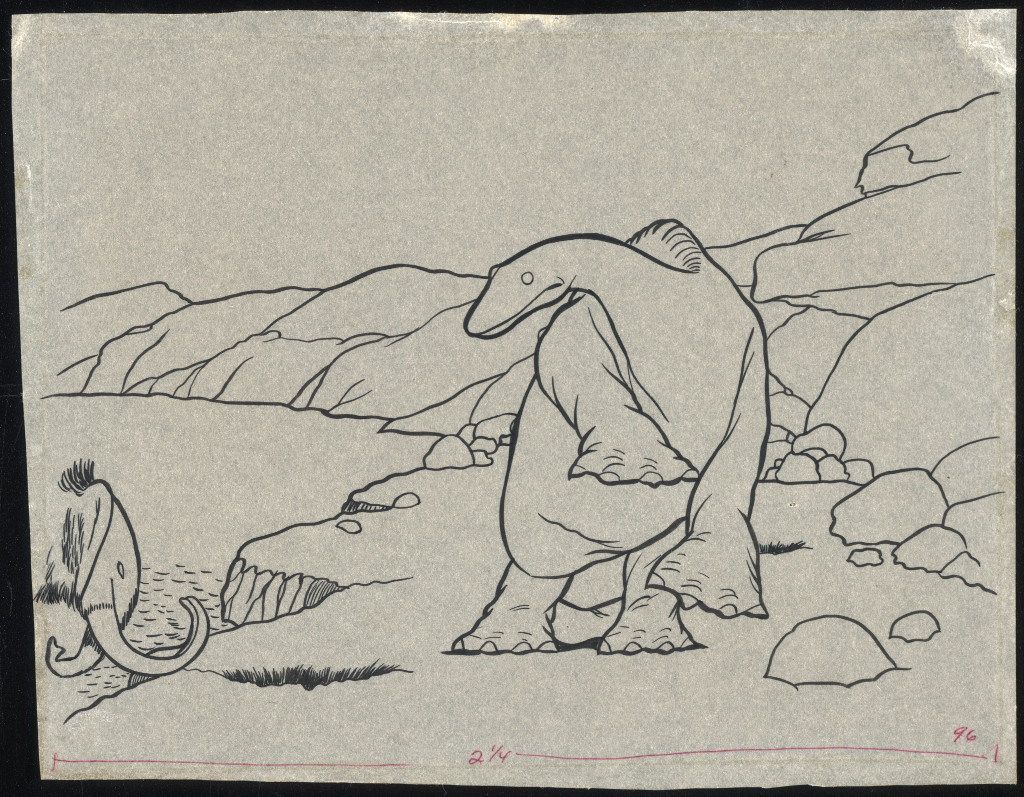
幸存的400幅电影原画之一。

麦凯的儿子罗伯特曾尝试在连环漫画《迪诺》（Dino）中让葛蒂这个角色再次流行，但他没有成功。他与迪士尼动画师理查德·修默（Richard Huemer）于1955年为电视节目《迪士尼乐园》重新制作了原歌舞杂耍表演；这是那一代人第一次接触到本片。华特·迪士尼对麦凯之子表达了他对本片的敬意，指着迪士尼工作室说：“鲍勃，这一切都应该是你父亲的。”在迪士尼世界的好莱坞影城内，有一家葛蒂形状的冰淇淋店坐落在艾寇湖（Echo Lake）畔。
《纽约时报》影评人理查德·埃德于1975年在惠特尼美术馆回顾麦凯的动画时，对于《恐龙葛蒂》写道：“迪士尼……非常努力地想重新达到”麦凯动画的水准，但“迪士尼的魔力，尽管有时有点吓人，但总是被抑制住的；麦凯已经获得巫术了”。埃德把麦凯的艺术视野和诗人威廉·布莱克相比，说道：“它太奇异和个人化以至于无法归纳概括，也难以有继承者”。
有几百本书籍和文章是关于《恐龙葛蒂》而写的。动画历史学家唐纳德·克拉夫顿（Donald Crafton）称之为“前迪士尼时代动画中长盛不衰的杰作”。西蒙和金·戴奇兄弟的绘本《失落梦想的林荫大道》（2002年）大致上取自于麦凯在1920年代动画行业中感到梦想破灭的经历。故事的主角为一位名叫温瑟·牛顿的老年漫画家，他在年轻时代有一个类似《葛蒂》的、以乳齒象米尔顿为主角的舞台演出。《恐龙葛蒂》被选入美国國家影片登記部的电影保护名单。

### 文献目录

#### 书籍
- Baker, Kage. . Tachyon Publications. 2012. ISBN 978-1-61696-113-8.
- Barrier, Michael. . Oxford University Press. 2003  [2014-06-04]. ISBN 978-0-19-516729-0. （原始内容存档于2021-01-25）.
- Beckerman, Howard. . Skyhorse Publishing. 2003. ISBN 978-1-58115-301-9.
- Canemaker, John.  Revised. Abrams Books. 2005. ISBN 978-0-8109-5941-5.
- Crafton, Donald. . University of Chicago Press. 1993  [2014-06-04]. ISBN 9780226116679. （原始内容存档于2020-08-31）.
- Cullen, Frank. . Routledge. 2004  [2014-06-04]. ISBN 978-0-415-93853-2. （原始内容存档于2020-08-04）.
- Dowd, Douglas Bevan; Hignite, Todd. . Princeton Architectural Press. 2006  [2014-06-04]. ISBN 978-1-56898-621-0. （原始内容存档于2021-01-26）.
- Eagan, Daniel. . Continuum International Publishing Group. 2010  [2014-06-04]. ISBN 978-0-8264-2977-3. （原始内容存档于2021-02-03）.
- Glut, Donald F. . McFarland & Company. 1999. ISBN 978-0-7864-0592-3.
- Glut, Donald F. . McFarland & Company. 2002. ISBN 978-0-7864-8069-2.
- Goldsbury, Cara. . Bowman Books. 2003. ISBN 978-0-9726972-2-4.
- Hoffman, Frank W.; Bailey, William G. . Routledge. 1990. ISBN 978-0-86656-881-4.
- Merkl, Ulrich.  (.doc). Catolog of episodes & text of the book: Ulrich Merkl. 2007. ISBN 978-3-00-020751-8. (on included DVD)
- Crafton, Donald. . University of Chicago Press. 1993  [2014-06-04]. ISBN 9780226116679. （原始内容存档于2020-08-31）.
- Mosley, Leonard. . Rowman & Littlefield. 1985. ISBN 978-0-8128-3073-6.
- Murray, Robin L.; Heumann, Joseph K. . University of Nebraska Press. 2011. ISBN 978-0-8032-3512-0.
- Sito, Tom. . University Press of Kentucky. 2006  [2014-06-04]. ISBN 978-0-8131-2407-0. （原始内容存档于2014-06-29）.
- Thomas, Maureen; Penz, François. . Intellect Books. 2003  [2014-06-04]. ISBN 978-1-84150-045-4. （原始内容存档于2017-07-09）.
- Mitchell, W. J. T. . University of Chicago Press. 1998. ISBN 978-0-226-53204-2.

#### 期刊与杂志
- Callahan, David. . Film History (Indiana University Press). 1988-09-10, 2 (3): 223–228  [2014-06-04]. （原始内容存档于2020-05-26）.
- Hatfield, Charles. . ImageTexT: Interdisciplinary Comics Studies (Department of English, University of Florida). 2004, 1 (1)  [2013-04-28]. （原始内容存档于2018-04-28）.
- Heer, Jeet. . Virginia Quarterly Review (University of Virginia). 2006, 82 (2): 104–121. ISSN 2154-6932.
- Motograph staff. . Motograph (Electricity Magazine Corp.). 1912-04-04, 7 (4): 162. LCCN xca12001192.
- Nathan, David L; Crafton, Donald. . Animation. 2013, (8): 23–46  [2014-06-04]. ISSN 1746-8485. doi:10.1177/1746847712467569. （原始内容存档于2020-05-26）.
- Tanner, Ron. . Journal of American & Comparative Cultures (Blackwell Publishing). Summer 2000, 23 (2). ISSN 1542-734X. doi:10.1111/j.1542-734X.2000.2302_53.x.
- . Variety. 1914-12-19: 26.
- Young, Frank. . The Comics Journal (Fantagraphics Books). 1991-10: 48–51. ISSN 0194-7869.

#### 报纸
- Andrews, Robert M. . TimesDaily. 1991-09-26: 31.
- Syracuse Herald staff. . Syracuse Herald. 1934-07-27: 12.

#### 网络
- Leopold, Todd. . CNN.com. CNN. 2003-01-09  [2013-04-28]. （原始内容存档于2020-08-13）.